# Área urbana de Guadalajara
El área urbana de Guadalajara es una conurbación formada por la ciudad de Guadalajara, capital de la provincia homónima, y seis municipios colindantes. Su población es de 164.472 habitantes y su extensión, de 391,2 kilómetros cuadrados.

## Municipios integrantes
El área urbana de Guadalajara está formada por la ciudad de Guadalajara y otros seis municipios: Azuqueca de Henares, Alovera, Cabanillas del Campo, Chiloeches, Marchamalo y Villanueva de la Torre.
| Municipio              | Población (habs.) | Superficie (km2) | Densidad de población (habs./km2) | % de población |
| ---------------------- | ----------------- | ---------------- | --------------------------------- | -------------- |
| Guadalajara            | 87.064            | 235,5            | 370                               | 52,94          |
| Azuqueca de Henares    | 35.236            | 19,7             | 1.790                             | 21,42          |
| Alovera                | 13.051            | 13,7             | 956                               | 7,94           |
| Cabanillas del Campo   | 10.844            | 34,7             | 313                               | 6,59           |
| Marchamalo             | 7.889             | 31,2             | 253                               | 4,80           |
| Villanueva de la Torre | 6.591             | 11,1             | 594                               | 4,01           |
| Chiloeches             | 3.797             | 45,4             | 84                                | 2,31           |

## Historia
Durante la mayor parte del siglo XX, la provincia de Guadalajara experimentó una fuerte tendencia a la despoblación. La capital provincial se convirtió en el principal polo de atracción migratoria del territorio. A partir de los años setenta, la población empezó a concentrarse en otros municipios del Corredor del Henares, en los que se formaron polígonos industriales y proliferaron las urbanizaciones residenciales, como Azuqueca de Henares, Alovera o Cabanillas del Campo.
La conurbación formada por Guadalajara y las localidades circunvecinas es considerada por el Ministerio de Transportes, Movilidad y Agenda Urbana como una de las Grandes Áreas Urbanas de España (GAU), al superar los 100.000 habitantes. En 2022, el área urbana de Guadalajara ocupaba el cuadragésimo segundo lugar por población y era la cuarta con mayor crecimiento interanual.